# 中野区立仲町小学校
中野区立仲町小学校（なかのくりつ なかちょうしょうがっこう）は、東京都中野区中央三丁目にあった公立小学校。2008年（平成20年）3月をもって閉校し、桃園第三小学校、桃丘小学校とともに新設の桃花小学校に移転・統合した。
学校跡地は改築され、2010年（平成22年）7月26日に中部すこやか福祉センターとして開業した。また、2015年には中部スポーツ・コミュニティプラザも併設して開設された。

## 概要
中野区立の小学校として区のほぼ中央の、大久保通りおよび青梅街道に挟まれた住宅地内に所在した。児童数の減少に伴い、中野区の学校再編計画により初めに統合・閉校することとなった。2010年現在、学校自体は移転先の桃花小学校に統合されているが、本校の所在地であった中野区中央三丁目一帯は隣接の谷戸小学校の学区域となっている。

## 沿革
- 1938年（昭和13年）1月13日 - 谷戸尋常高等小学校、桃園第三尋常小学校から分離し、東京府東京市立仲町尋常小学校として開校
- 1941年（昭和16年）4月1日 - 東京市立仲町国民学校と改称
- 1947年（昭和22年）4月1日 - 中野区立仲町小学校と改称
- 2008年（平成20年）3月25日 - 平成19年度終了式。この日をもって閉校

## 交通
最寄り駅
- 東京メトロ丸ノ内線 新中野駅 - 徒歩約10分
- 中央本線・中央・総武緩行線・東京メトロ東西線 中野駅 - 徒歩約15分
- 中野駅より京王バス（渋64）または関東バス（宿05）「堀越学園前」バス停下車徒歩約5分
- 都営バス（王78・宿91）「本町三丁目」バス停下車徒歩約5分

## 著名な出身者
- 中野ジロー（作家、ジャーナリスト）